# Ga Wongwian Yai BTS

Bảng hiệu nhà ga Wongwian Yai

Ga Wongwian Yai (tiếng Thái: สถานีวงเวียนใหญ่, phát âm [sā.tʰǎː.nīː wōŋ.wīa̯n jàj]) là một ga BTS skytrain, trên Tuyến Silom tại quận Khlong San, Bangkok, Thái Lan. Trong tương lai, nó sẽ trở thành ga chuyển đổi của MRT Tuyến Tím sẽ mở cửa phần mở rộng phía Nam vào năm 2027. Nhà ga nằm trên Đường Krung Thon Buri phía Tây của nút giao Taksin. Nó nằm ở địa điểm khác với Nhà ga Wongwian Yai vận hành bởi Đường sắt quốc gia Thái Lan.
Nhà ga mở cửa ngày 15 tháng 5 năm 2009, cùng với Ga Krung Thonburi trên đoạn 2,2 km (1,4 mi) Skytrain kéo dài đến Thonburi bên bờ Tây của Sông Chao Phraya.

## Bố trí ga Wongwian Yai BTS
| Ke ga U3          | Ke ga, cửa sẽ mở phía tay trái | Ke ga, cửa sẽ mở phía tay trái                                                |
| Ke ga U3          | Ke ga 4                        | Silom hướng đi Sân vận động quốc gia (Krung Thon Buri)                        |
| Ke ga U3          | Ke ga 3                        | Silom hướng đi Bang Wa (Pho Nimit)                                            |
| Ke ga U3          | Ke ga, cửa sẽ mở phía tay trái |                                                                               |
| U2 Khu vực bán vé | Tầng bán vé                    | Lối thoát 1–4, trung tâm dịch vụ hành khách Quầy bán vé, máy bán vé, cửa hàng |
| G Đường đi        | -                              | Trạm xe buýt Chợ Wongwian Yai, nhà ga Wongwian                                |